# 番茄马铃薯

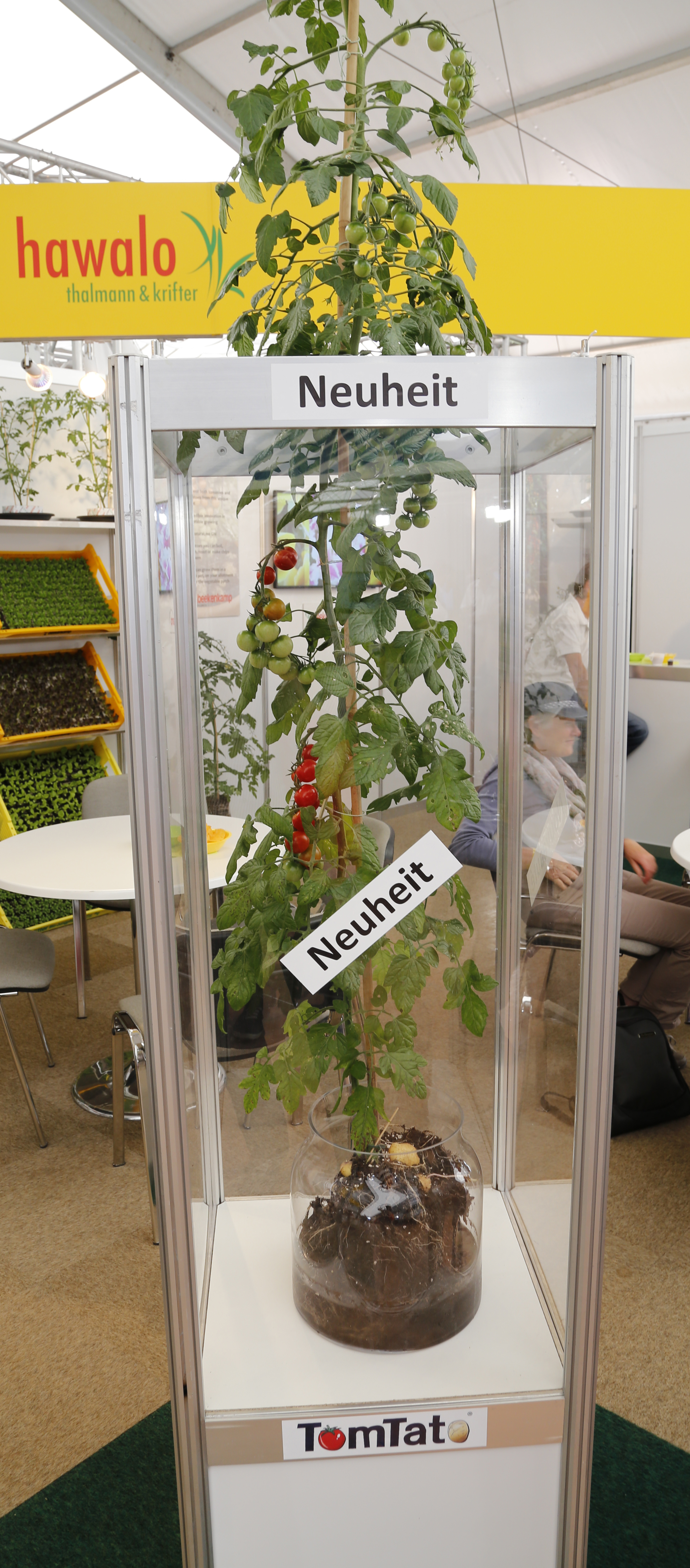
商場中展示的番茄马铃薯（TomTato）

番茄马铃薯或稱馬鈴茄（Pomato），是根部為馬鈴薯與上部為番茄嫁接在一起的植物名稱，之所以發明這種植物是希望能讓同一株植物上下都可以收成以增產糧食。由於馬鈴薯跟番茄同為茄屬，因此透過嫁接生長基本上是可行的，但要讓上下部都能產生實用性的收成卻經歷了上百年的研發。

## 商業化產品
TomTato是一家英国公司嫁接的一种植物，可以同时产出樱桃番茄和马铃薯。上面长的是樱桃番茄，下面长的是马铃薯。这种植物现在由主管英国园艺公司汤普森&摩根（Thompson & Morgan）的保罗·哈索德培育。